# Муна (река, впадает в Канозеро)
Му́на — река в Мурманской области России. Протекает по территориям Терского района и городского округа город Кировск с подведомственной территорией.
Длина — 40 км. Площадь бассейна — 988 км².
Берёт начало на выходе из озера Мунозеро, впадает в озеро Канозеро. Порожиста, протекает по лесной заболоченной местности. Крупнейший приток Тедзойок, Инга, Масло-Ручей. Питание в основном снеговое. Все населённые пункты на реке (Мунозеро, Муна, Подмуна) в настоящее время не имеют постоянного населения. По большей части реки проходит граница между Терским районом и городским округом Кировск.
| Средний расход воды (м³/с) реки Муны по месяцам и за год с 1955 по 1971 гг. (замеры производились на гидрологическом посту в 1 км от устья) |